# Premi d'Honor Lluís Carulla
Premi d'Honor Lluís Carulla (abans, Premi d'Honor Jaume I) era un premi concedit per la Fundació Carulla cada any des del 1977. Està dotat amb 50.000 euros, i es concedeix a persones vives o entitats que amb la qualitat de la seva activitat científica, cultural o cívica hagin ajudat a enfortir la consciència de comunitat nacional i el sentit de pertinença a la cultura dels països de llengua catalana.
L'any 2014 es transformà en Premi Lluís Carulla, d’"emprenedoria i estímul de projectes culturals", canviant el seu objecte. Des d'aleshores es defineix com un guardó, dotat amb 100.000€ i un programa d’emprenedoria cultural biennal valorat en 50.000€ "amb l’objectiu de formar, impulsar i fer viables projectes i idees culturals que transformin i millorin la societat catalana".

## Guardonats
- 1977: Josep Trueta i Raspall
- 1978: Ventura Gassol i Rovira, Institut d'Estudis Catalans
- 1979: Josep Maria de Casacuberta i Roger, Obra Cultural Balear
- 1980: Andreu Alfaro i Hernández, Abadia de Montserrat
- 1981: Joan Coromines i Vigneaux, Centre Excursionista de Catalunya
- 1982: Joan Triadú i Font, Centre de Lectura de Reus
- 1983: Oriol Martorell i Codina, Acció Cultural del País Valencià
- 1984: Miquel Coll i Alentorn, Orfeó Lleidatà
- 1985: Josep Benet i Morell, Teatre Lliure
- 1986: Avel·lí Artís i Gener, Escolania de Montserrat
- 1987: Raimon, La Bressola
- 1988: Pilar Malla i Escofet, Serra d'Or
- 1989: Eliseu Climent i Corberà, Federació Catalana d'Escoltisme
- 1990: Ramon Folch i Guillén, Orfeó Català
- 1991: Joan Fuster i Ortells, Associació Cultural Arrels
- 1992: Enric Casassas i Simó, Òmnium Cultural
- 1993: Pere Casaldàliga i Pla, Universitat Catalana d'Estiu
- 1994: Joan Ainaud de Lasarte, Josep Maria Ainaud de Lasarte, Comunitat cistercenca de Santa Maria de Vallbona de les Monges
- 1995: Antoni Maria Badia i Margarit, Dagoll Dagom
- 1996: Josep Laporte i Salas, El Temps
- 1997: Francesc Candel i Tortajada, Federació d'Associacions d'Escola Valenciana
- 1998: Josep Amat i Girbau, Col·lecció Clàssics del Cristianisme
- 1999: Ramon Sugranyes i de Franch, CIDOB
- 2000: Jordi Savall i Bernadet, Festival Internacional de Música de Cantonigròs
- 2001: Universitat de València
- 2002: Vilaweb
- 2003: Josep Maria Àlvarez
- 2004: Antoni Bassas i Onieva
- 2005: Coordinadora de Colles Castelleres de Catalunya
- 2006: Carme Ruscalleda
- 2007: Federació Llull
- 2008: Joan Font i Fabregó
- 2009: Fundació Joan Maragall Cristianisme i Cultura
- 2010: Fundació puntCAT[3]
- 2011: Isona Passola i Vidal
- 2012: Joan Massagué i Solé
- 2013: Paul Preston